# Presos polítics a l'Espanya contemporània
Presos polítics a l'Espanya contemporània és una instal·lació de l'artista Santiago Sierra. L'obra mostra 24 fotografies en blanc i negre pixelades de 74 presos polítics de diverses posicions.
L'obra pretén fer visible, a partir d'una selecció d'exemples molt clars, l'existència de presos polítics a l'estat espanyol i destaca que, dins el panorama carcerari actual, un gran nombre de presos han estat condemnats a causa de les seves ideologies, especialment d'esquerres. Amb l'obra, l'autor reflexiona sobre les conseqüències de la Llei Orgànica de Protecció de la Seguretat Ciutadana (2015) a Espanya i interpel·la a l'espectador a no mantenir-se neutral en situacions d'injustícia.
Entre els presos, destaquen Oriol Junqueras, Jordi Sànchez, Jordi Cuixart, els joves d'Altsasu o set membres de Segi, entre d'altres. L'obra va ser censurada en la Fira ARCO el 2018; va ser posteriorment adquirida per Tatxo Benet per menys de 80.000 euros i exposada al Museu de Lleida i al CCCB.